# Aitken (Familienname)
Aitken ist ein englischer Familienname.

## Namensträger
- Alexander Aitken (Landvermesser) († 1799), englischer Landvermesser
- Alexander Aitken (1895–1967), neuseeländischer Mathematiker
- Andrew Aitken (1909–1984), englischer Fußballtorhüter
- Andy Aitken (Fußballspieler, 1875) (Andrew Aitken, auch Daddler; 1875–1955), schottischer Fußballspieler und -trainer
- Andy Aitken (Fußballspieler, 1919) (Andrew Aitken, auch Al Aitken; 1919–2000), schottischer Fußballspieler
- Andy Aitken (Fußballspieler, 1934) (Andrew Fox Scott Aitken; 1934–2005), schottischer Fußballspieler
- Andy Aitken (Fußballspieler, 1978) (Andrew Robert Aitken; * 1978), schottischer Fußballspieler
- Arthur Aitken (1861–1924), britischer Brigadegeneral
- Bill Aitken (* 1947), schottischer Politiker
- Billy Aitken (* 1951), schottischer Fußballspieler
- Bobby Aitken, Sound-Designer
- Brad Aitken (* 1967), kanadischer Eishockeyspieler
- Brett Aitken (* 1971), australischer Radrennfahrer
- Charles Aitken (Schauspieler) (* 1979), britischer Schauspieler
- Charlie Aitken (Fußballspieler, 1932) (1932–2008), schottischer Fußballspieler
- Charlie Aitken (Fußballspieler, 1942) (Charles Alexander Aitken; 1942–2023), schottischer Fußballspieler
- Dan Aitken (1882–1951), schottischer Fußballspieler
- David D. Aitken (1853–1930), US-amerikanischer Politiker
- Dianne Aitken (* 1961), kanadische Flötistin und Musikpädagogin
- Doug Aitken (* 1968), US-amerikanischer Videokünstler
- George Aitken (Fußballspieler, 1925) (1925–2003), schottischer Fußballspieler
- George Aitken (Fußballspieler, 1928) (1928–2006), schottischer Fußballspieler und -trainer
- George Aitken (Eishockeyspieler) (1930/1931–2015), kanadischer Eishockeyspieler und -trainer
- Gillon Aitken (1938–2016), britischer Literaturagent
- Glenn Aitken (* 1952), englischer Fußballspieler
- Jack Aitken (* 1995), britischer Automobilrennfahrer
- James Aitken (1907–1931), schottischer Fußballspieler
- Jane Aitken (1764–1832), US-amerikanische Druckerin und Buchbinderin
- Janet Aitken (1873–1941), schottische Porträt- und Landschaftsmalerin
- Jim Aitken (* 1947), schottischer Rugby-Union-Spieler
- John Aitken (Musikverleger) (1744/1745–1831), schottisch-amerikanischer Musikverleger
- John Aitken, bekannt als John the Painter (1752–1777), schottischer Terrorist
- John Aitken (Physiker) (1839–1919), britischer Physiker
- John Aitken (Bürgermeister) (1849–1921), neuseeländischer Politiker, Bürgermeister von Wellington
- John Aitken (Fußballspieler, 1870) (1870–1919), schottischer Fußballspieler
- John Aitken (Fußballspieler, 1897) (1897–1967), schottischer Fußballspieler
- Johnathan Aitken (* 1978), kanadischer Eishockeyspieler
- Johnny Aitken (1885–1918), US-amerikanischer Automobilrennfahrer
- Jonathan Aitken (* 1942), britischer Politiker
- Kiera Aitken (* 1983), bermudische Schwimmerin
- Laurel Aitken (1927–2005), kubanisch-britischer Sänger und Songwriter
- Lisa Aitken (* 1990), schottische Squashspielerin
- Louise Aitken-Walker (* 1960), britische Rennfahrerin
- Maria Aitken (* 1945), irische Filmschauspielerin und Drehbuchautorin
- Martin J. Aitken (1922–2017), britischer Physiker
- Matt Aitken (Musikproduzent) (* 1956), britischer Songschreiber und Musikproduzent
- Matt Aitken (Spezialeffektkünstler), US-amerikanischer Spezialeffektkünstler
- Max Aitken, 1. Baron Beaverbrook (1879–1964),  britischer Verleger und Politiker
- Nick Aitken (* 1990), australischer Radrennfahrer
- Ralph Aitken (1863–1928), schottischer Fußballspieler
- Robert Aitken (Verleger) (1735–1802), US-amerikanischer Verleger
- Robert Aitken (Bildhauer) (1878–1949), US-amerikanischer Bildhauer
- Robert Aitken (Mediziner) (1901–1997), britischer Mediziner
- Robert Aitken (Japanologe) (1917–2010), US-amerikanischer Japanologe und Zen-Lehrer
- Robert Aitken (Musiker) (* 1939), kanadischer Komponist, Flötist, Musikpädagoge und Dirigent
- Robert Grant Aitken (1864–1951), US-amerikanischer Astronom
- Roy Aitken (Robert Sime Aitken; * 1958), schottischer Fußballspieler
- Sally Aitken, australische Dokumentarfilmerin
- Spottiswoode Aitken (1868–1933), britisch-amerikanischer Schauspieler
- Tony Aitken (* 1946), britischer Schauspieler
- Victor Aitken (1889–1962), australischer Marathonläufer für Australasien
- William Aitken (1894–1973), schottischer Fußballspieler und -trainer